# IT Tower
De IT Tower is een Brusselse wolkenkrabber, gelegen aan de Louizalaan 480-482, bij de Abdij Ter Kameren.
De toren is gebouwd van 1968 tot 1971. Hij is 102 m hoog en telt 25 verdiepingen. AG Real Estate is eigenaar van het gebouw.